# مجید فرزین
مجید فرزین عضو تیم ملی وزنه‌برداری معلولین ایران بود
در پارالمپیک تابستانی ۲۰۱۲ لندن با حد نصاب ۲۳۷ کیلوگرم قهرمان دسته ۸۲٬۵- کیلوگرم و صاحب نشان طلا گردید. در پارالمپیک تابستانی ۲۰۱۶ ریو با ۲۴۰ کیلوگرم مدال طلای دسته -۸۰کیلوگرم را کسب کرد. همچنین رکورد المپیک و جهانی را جابه‌جا کرد.